# Robotwars
Robotwars ist eine ursprünglich aus dem Vereinigten Königreich stammende Sportart, bei der Teams aus zwei bis drei Personen, sogenannten Roboteers, mit selbstgebauten, ferngesteuerten Robotern in einer geschützten Arena gegeneinander antreten.
Das Ziel des Wettbewerbs ist, alle gegnerischen Roboter fahrunfähig zu machen oder sie aus der Arena zu befördern. Als Waffen dienen dabei zum Beispiel mit Pneumatik angetriebene Umwerf-Mechanismen (Flipper) oder schwere, schnell rotierende Scheiben mit Mitnehmern (Spinner) sowie Schlagwerkzeuge in Form von eingebauten Äxten.
Durch die Fernsehsendung Robot Wars wurde die Sportart einem breiteren Publikum bekannt.
In Großbritannien gibt es über 400 Teams mit Robotern, zum Teil auch Schulklassen, die im Rahmen von technischen Praktika solche Roboter bauen.

## Regelwerk
Es werden derzeit in Europa Kämpfe in fünf Gewichtsklassen veranstaltet:
- Antweight-Klasse (bis 150 g)
- Beetleweight-Klasse (bis 1,5 kg)
- Raptor-Klasse (bis 6 kg)
- Featherweight-Klasse (bis 13,6 kg)
- Heavyweight-Klasse (bis 100 kg)

Ausnahmen bilden Roboter, die sich mit Beinen fortbewegen. Diese dürfen jeweils das doppelte Gewicht besitzen.
Waffen sind nur dann verboten, wenn sie das Publikum oder einen Fortgang der Veranstaltung potenziell gefährden könnten. So sind zum Beispiel Schusswaffen mit frei fliegenden Projektilen, Explosivstoffe, Säuren und Flammenwerfer verboten. Auch Funkstörsender sind untersagt. Allerdings dürfen Hausroboter (Houserobots) einen Flammenwerfer benutzen. Diese Hausroboter sind vom Veranstalter gestellte Roboter, die sich in der Arena befinden und zeitweilig am Kampf beteiligen. Daneben gibt es unregelmäßig aktivierte Fallen, in die die Roboter hineinstürzen oder hinein gestoßen werden können.
Als Funksteuerung wurden zunächst ausschließlich handelsübliche RC-Fernsteuerungen im 40-MHz-Band benutzt. Seit 2008 sind zusätzlich auch Fernsteuerungen im 2,4-GHz-Bereich zulässig.
In Fällen, in denen kein eindeutiger Sieger ermittelt werden kann oder mehr als ein funktionsfähiger Roboter übrig bleibt, entscheidet eine Jury.

## Robotwars in Deutschland
Im Jahr 2001 konnten für die erste deutsche Meisterschaft vier Roboter mobilisiert werden. Erster deutscher Meister wurde der Roboter Ansgar vom Team Thomsen aus Ahrenviöl bei Husum. Die zweite deutsche Meisterschaft wurde 2002 in Nottingham abgehalten. Gewinner wurde damals Black Hole aus Dachau. Seit 2003 veranstaltet die deutsche Robotwars-Gemeinschaft German Roboteers Association (GRA) unter dem Titel Mad-Metal-Machines auch in Deutschland Events mit Kämpfen verschiedener Gewichtsklassen. Außerdem nahmen einige deutsche Roboter auch bei internationalen Meisterschaften teil. Erfolgreichster war 2003 das bayerische Team Tsunami, das trotz starker Konkurrenz bis ins Gruppenfinale der Weltmeisterschaft vordrang.
Seit 2017 werden jeweils zweitägige Roboter-Schaukämpfe im Stil von Robotwars von der German Roboteers Association bei der Intermodellbau in Dortmund und der Maker Faire in Hannover durchgeführt.
Im Jahr 2006 hatten die Mitglieder der GRA mit ihren Robotern einen Gastauftritt in einer Folge der Fernsehserie Alarm für Cobra 11 – Die Autobahnpolizei. Des Weiteren wurden Berichte über Veranstaltungen der GRA im Sat.1-Mittagsmagazin gezeigt.
In der Fernsehsendung Mein Mann, sein Hobby und ich wurde die Geschichte eines 6-kg-Schaukampfroboters vom Team Rheinpower von der Entstehung des Bots bis zu seinem Kampf im Turnier gezeigt.

## Theater
Für die Münchner Kammerspiele wurden von der GRA in den Jahren 2009 und 2010 drei Schaukampfroboter in der 13,6-kg-Klasse zur Verfügung gestellt. Diese waren dann für mehr als 20 Vorstellungen im Theaterstück Sicherheitskonferenz zu sehen.